# سلام غربي
سلام غربي قرية سورية تتبع ناحية بري شرقي في منطقة سلمية في محافظة حماة. بلغ عدد سكانها 134 نسمة في عام 2004 حسب إحصاء المكتب المركزي للإحصاء.

## وصلات خارجية
- الوحدات الإدارية في محافظة حماة نسخة محفوظة 18 أبريل 2019 على موقع واي باك مشين.